# Skiffia multipunctata
Skiffia multipunctata és una espècie de peix de la família dels goodèids i de l'ordre dels ciprinodontiformes.

## Morfologia
- Els mascles poden assolir 5 cm de longitud total i les femelles 6.[6][7]

## Hàbitat
És un peix d'aigua dolça, de clima tropical (25 °C-28 °C) i demersal.

## Distribució geogràfica
És un endemisme de la conca del riu Lerma (Mèxic).

## Observacions
És inofensiu per als humans i emprat per a fer recerca científica sobre el càncer.